# Aliciella stenothyrsa
Aliciella stenothyrsa är en blågullsväxtart som först beskrevs av Asa Gray, och fick sitt nu gällande namn av J. M. Porter. Aliciella stenothyrsa ingår i släktet Aliciella och familjen blågullsväxter. Inga underarter finns listade i Catalogue of Life.